# سازند سروک
سازند سَروَک یکی از سازندهای زمین‌شناسی گروه بنگستان در زاگرس با سن کرتاسه میانه (آلبین - تورونین) است. این سازند یکی از مخازن مهم هیدروکربنی در حوضه زاگرس محسوب می‌شود. سازند سروک به صورت هم‌شیب بر روی سازند کژدمی قرار گرفته است در حالی که مرز بالایی آن با سازند ایلام به صورت ناپیوستگی فرسایشی است.
مقطع نمونه سازند سروک در تنگ سروک، در بخش مرکزی دامنه‌های جنوبی کوه بنگستان واقع در استان کهگیلویه و بویراحمد شهرستان بهمئی انتخاب شده است. جنس این سازند آهکی است و دارای تخلخل عمده‌ای از نوع شکستگی است. میدان مهم گازی این مخزن شامل میدان‌های بی‌بی حکیمه، دال‌پری و کوه‌مُند است و میدان‌های مهم نفتی این مخزن شامل میدان‌های اهواز، بی‌بی حکیمه، کلیورکریم، سروستان و سیاه‌مکان است.